# Логаритъм
Логаритъм (на старогръцки λόγος – „отношение“ + ἀριθμός – „число“) на дадено число {\displaystyle x} е показателят на степента {\displaystyle y}, на която трябва да бъде повдигната основата {\displaystyle b}, за да се получи числото {\displaystyle x}. Логаритъмът от {\displaystyle x} с основа {\displaystyle b} се записва като logb (x) или без скоби, като logb x; и дори без уточняване на основата, като log x, когато не може да стане объркване. Изчисляването на логаритъма се нарича логаритмуване и е математическа функция, обратна на степенуването.
От определението в явен вид връзката между логаритъм и степен е:
{\displaystyle \log _{b}(x)=y\quad } тогава и само тогава, когато {\displaystyle \quad b^{y}=x}.
Например, log2 64 = 6, тъй като 64 = 26.
В най-простия случай логаритъмът е броят на еднаквите множители в произведение от еднакви множители. Например, тъй като 1000 = 10 × 10 × 10 = 103, логаритъмът с основа 10 на 1000 е 3.
По-общо, степенуването позволява всяко положително реално число да бъде повдигнато на всяка реална степен, като резултатът е винаги положителен, така че логаритъмът на всеки две положителни реални числа {\displaystyle b} и {\displaystyle x}, където {\displaystyle b} е различно от 1, е винаги уникално реално число y. Числата {\displaystyle b} и {\displaystyle x} най-често са реални, но има и теория за комплексните логаритми.
Логаритъмът с основа 10 (b = 10) се нарича десетичен логаритъм и се използва често в науката и техниката. Натуралният логаритъм има за основа неперовото число e (b ≈ 2,71828182...) и широко се използва в математиката и физиката, заради своята проста производна. За тези две основи се използват и специални означения – ln вместо loge и lg вместо log10. Двоичният логаритъм има основа 2 (b = 2) и често се използва в компютърните науки.
Цялата част от логаритъма се нарича характеристика, а дробната част се нарича мантиса. Например {\displaystyle \log _{10}253=2{,}40312} има характеристика {\displaystyle 2}, а мантисата е {\displaystyle 0{,}40312}.
Логаритмите започват да се използват в началото на XVII век от Джон Непер като средство за опростяване на някои изчисления. Те бързо намират широко приложение в науката и техниката за изчисления със сметачна линия или ръчно с логаритмична таблица. При тях се използва едно важно свойство на логаритмите – сумата от логаритмите на две числа е равна на логаритъм от тяхното произведение: loga(xy) = loga(x) + loga(y). Съвременното означение на логаритмите е въведено през XVIII век от Леонард Ойлер, който открива и тяхната връзка с експоненциалната функция.
Аналогично на логаритъма на реалните числа, комплексният логаритъм е обратна функция на експоненциалната функция при комплексните числа. Друг вариант на логаритмичната функция е дискретният логаритъм, използван в криптографията.
Логаритмичните скали се използват за по-компактно изобразяване на величини, които варират в широки граници. Например, децибелът е логаритмична мярка, измерваща отношения (електрически потенциали, мощности или звуково налягане). В химията водородният показател (pH) е логаритмична мярка за киселинността на воден разтвор. Логаритмите се срещат често в различни научни формули, както и в измервания за сложността на алгоритми и при фракталите. С тях се описват музикалните интервали, участват в оценки за броя на простите числа или в някои модели на психофизиката.

## Обща информация
Събирането, умножението и степенуването са трите основни аритметични действия. Събирането, най-простото от тях, е обратимо чрез изваждане. Така събирането на 2 и 3 дава 5, като процесът на добавяне на 2 е обратим чрез изваждане на 2: 5 – 2 = 3. Умножението, средното по сложност действие, е обратимо чрез деление – удвояването на {\displaystyle x} (умножението на {\displaystyle x} с 2), е обратимо чрез деление на 2. Например, умножението {\displaystyle 3\cdot 2=6} е обратимо чрез делението {\displaystyle 6/2=3}. Смисълът на логаритмите е подобно обръщане на основно аритметично действие – повдигането на число на дадена степен, наричано степенуване. Например, повдигането на 2 на трета степен дава 8, тъй като 8 е произведението на три множителя 2:
{\displaystyle 2^{3}=2\times 2\times 2=8}
Логаритъмът от 8 с основа 2 е 3, което изразява факта, че 2 трябва да се повдигне на трета степен, за да се получи 8. Логаритмуването е обратно действие на степенуването, което определя степенния показател, за разлика от коренуването, което също е обратно действие на степенуването, което определя основата на степента (в примера {\displaystyle {\sqrt[{3}]{8}}=2}).

### Степенуване
Действието степенуване е ключово за разбирането на логаритмите. Повдигането на {\displaystyle b} на {\displaystyle n}-та степен, където {\displaystyle n} е естествено число, се извършва чрез умножаването на {\displaystyle n} множителя, равни на {\displaystyle b}. {\displaystyle n}-тата степен на {\displaystyle b} се записва като {\displaystyle b^{n}}, при което
{\displaystyle b^{n}=\underbrace {b\times b\times \cdots \times b} _{n{\text{ множителя}}}}
Степенуването може да бъде разширено до {\displaystyle b^{y}}, където {\displaystyle b} е положително число, а степента {\displaystyle y} е произволно реално число. Например, {\displaystyle b^{-1}={1/b}} е реципрочната стойност на {\displaystyle b}. Повдигането на {\displaystyle b} на степен 1/2 дава квадратен корен от {\displaystyle b}. По-общо, повдигането на {\displaystyle b} на рационална степен {\displaystyle p/q}, където {\displaystyle p} и {\displaystyle q} са цели числа, се получава от {\displaystyle q}-тия корен на {\displaystyle b^{p}}
{\displaystyle b^{p/q}={\sqrt[{q}]{b^{p}}}}.
Накрая, всяко ирационално число {\displaystyle y} може да се апроксимира с произволна точност с рационално число. Това може да се използва за изчисляването на {\displaystyle y}-тата степен на {\displaystyle b}: например {\displaystyle {\sqrt {2}}\approx 1,4141...}, а {\displaystyle b^{\sqrt {2}}} може да се изчисли с нарастваща точност чрез {\displaystyle b^{1},b^{1,4},b^{1,41},b^{1,414},...}.

### Определение
Логаритъмът на положително реално число {\displaystyle x} при основа {\displaystyle b} е степента, на която трябва да се повдигне {\displaystyle b}, за да се получи {\displaystyle x}. С други думи, логаритъмът на {\displaystyle x} при основа {\displaystyle b} е единственото решение {\displaystyle y} на уравнението
{\displaystyle b^{y}=x}.
Логаритъмът се изписва като „{\displaystyle \log _{b}x}“ (произнасяно като „логаритъм от {\displaystyle x} при основа {\displaystyle b}“).
В уравнението {\displaystyle y=\log _{b}x} стойността {\displaystyle y} е отговорът на въпроса „На коя степен трябва да се повдигне {\displaystyle b}, за да се получи {\displaystyle x}?“.

### Примери
- log2 16 = 4 , тъй като  24= 2×2 × 2 × 2 = 16.
- Логаритмите може да са и отрицателни: {\displaystyle \quad \log _{2}\!{\frac {1}{2}}=-1\quad }, тъй като {\displaystyle \quad 2^{-1}={\frac {1}{2^{1}}}={\frac {1}{2}}.}
- log10150 е приблизително 2,176, което се намира между 2 и 3, както 150 се намира между 102= 100 и 103= 1000.
- За всяка основа b, logbb = 1 и logb 1 = 0, тъй като b1= b и b0= 1.

## Логаритмични тъждества
Няколко важни формули, понякога наричани логаритмични тъждества или логаритмични равенства, свързват логаритмите един с друг.

### Произведение, частно, степен и корен
Логаритъмът на произведение е равен на сбора на логаритмите на множителите, а логаритъмът на частното на две числа е разликата от техните логаритми. Логаритъмът на {\displaystyle p}-тата степен на дадено число е {\displaystyle p} пъти логаритъма на самото число, а логаритъмът на {\displaystyle p}-тия корен е равен на логаритъма на числото, разделен на {\displaystyle p}. Следната таблица описва тези тъждества с примери. Всяко от тях може да се изведе чрез субституция на лявата страна в определенията за логаритъм {\displaystyle x=b^{\log _{b}x}} или {\displaystyle y=b^{\log _{b}y}}.
|              | Формула                                                          | Пример                                                                                   |
| ------------ | ---------------------------------------------------------------- | ---------------------------------------------------------------------------------------- |
| Произведение | {\displaystyle \log _{b}(xy)=\log _{b}x+\log _{b}y}              | {\displaystyle \log _{3}243=\log _{3}(9\cdot 27)=\log _{3}9+\log _{3}27=2+3=5}           |
| Частно       | {\displaystyle \log _{b}\!{\frac {x}{y}}=\log _{b}x-\log _{b}y}  | {\displaystyle \log _{2}16=\log _{2}\!{\frac {64}{4}}=\log _{2}64-\log _{2}4=6-2=4}      |
| Степен       | {\displaystyle \log _{b}\left(x^{p}\right)=p\log _{b}x}          | {\displaystyle \log _{2}64=\log _{2}\left(2^{6}\right)=6\log _{2}2=6}                    |
| Корен        | {\displaystyle \log _{b}{\sqrt[{p}]{x}}={\frac {\log _{b}x}{p}}} | {\displaystyle \log _{10}{\sqrt {1000}}={\frac {1}{2}}\log _{10}1000={\frac {3}{2}}=1.5} |

### Смяна на основата
Логаритъмът logbx може да се получи от логаритмите на {\displaystyle x} и {\displaystyle b} при произволна основа {\displaystyle k} чрез следната формула:
{\displaystyle \log _{b}x={\frac {\log _{k}x}{\log _{k}b}}.\,}
Изхождайки от дефиниционното равенство
{\displaystyle x=b^{\log _{b}x}}
може да се приложи logk върху двете страни на уравнението и се получава
{\displaystyle \log _{k}x=\log _{k}(b^{\log _{b}x})=\log _{b}x\cdot \log _{k}b}.
Решавайки за {\displaystyle \log _{b}x} се получава:
{\displaystyle \log _{b}x={\frac {\log _{k}x}{\log _{k}b}}},
което показва, че преходният коефициент от дадена {\displaystyle \log _{k}}-стойност към нейната съответна {\displaystyle \log _{b}}-стойност е {\displaystyle (\log _{k}b)^{-1}.}
Повечето научни калкулатори могат да изчисляват логаритми с основа 10 и {\displaystyle e}. Логаритмите с произволна основа {\displaystyle b} могат да се изчислят с някой от тези два логаритъма въз основа на горната формула:
{\displaystyle \log _{b}x={\frac {\log _{10}x}{\log _{10}b}}={\frac {\log _{e}x}{\log _{e}b}}.\,}
При дадено число {\displaystyle x} и неговия логаритъм logbx при неизвестна основа {\displaystyle b}, основата се получава от израза
{\displaystyle b=x^{\frac {1}{\log _{b}x}},} което се вижда от повдигането на дефиниционното равенство {\displaystyle x=b^{\log _{b}x}} на степен {\displaystyle \;{\tfrac {1}{\log _{b}x}}.}

## Конкретни основи
Измежду всички възможни основи на логаритмите три се използват особено често – това са b = 10, b = e (ирационалната математическа константа ≈ 2,71828) и b = 2. Логаритъмът с основа {\displaystyle e} (натурален или естествен логаритъм) се използва широко в математическия анализ, заради неговите особени аналитични свойства. В същото време логаритмите с основа 10 (десетичен логаритъм) са лесни за използване при ръчни изчисления в обичайната десетична бройна система:
{\displaystyle \log _{10}(10x)=\log _{10}10+\log _{10}x=1+\log _{10}x.\ }
Така log10x е свързан с броя цифри на дадено положително цяло число {\displaystyle x}: броят на цифрите е най-малкото число, по-голямо от log10x. Например, log101430 е приблизително 3,15, следващото цяло число е 4, което е и броят на цифрите в 1430.
Както естественият логаритъм, така и логаритъмът с основа 2 (двоичен логаритъм), се използват в информатиката, съответно в базовите единици за информация нат и бит. Двоичните логаритми имат приложение и в компютърните науки, където двоичната бройна система заема централно място, във фотографията за измерване на експозиционното число, както и в теорията на музиката, където важна роля има удвояването на височините (октава), а интервалите в класическата музика обикновено се измерват чрез двоични логаритми.
Следващата таблица изброява обичайните обозначения на логаритмите с тези три основи и областите, в които те се използват. В много области се изписва logx вместо logbx, когато използвана основа може да бъде определена от контекста. Понякога се среща и означението blogx. Колоната „Обозначение по ISO“ показва обозначенията, препоръчвани от Международната организация по стандартизация в стандарта ISO 31-11. Тъй като изписването log x се използва и за трите основи (или когато основата е неопределена или без значение), предполагаемата основа често се определя въз основа на контекста или съответната научна област. В компютърните науки и математиката log обикновено се отнася съответно за log2 и loge. В други контексти log често обозначава log10.
| Основа b | Наименование на logbx | Обозначение по ISO | Други обозначения        | Приложение                                                              |
| -------- | --------------------- | ------------------ | ------------------------ | ----------------------------------------------------------------------- |
| 2        | двоичен логаритъм     | lb x               | ld x, log2x, log x, lg x | компютърни науки, информатика, теория на музиката, фотография           |
| e        | натурален логаритъм   | ln x               | log x                    | математика, физика, химия, статистика, икономика, информатика и техника |
| 10       | десетичен логаритъм   | lg x               | log10x, log x            | техника, логаритмични таблици, спектроскопия                            |

## История
Първите изследвания върху концепции сходни с логаритъма, са правени от индийския математик от VIII век Вирасена, който разглежда идеята за ардхакчеда – колко пъти число от вида 2n може да бъде разделено на две цели половини. За точните степени на 2 това число е логаритъмът за тази основа, който е цяло число. Вирасена описва и други свързани зависимости и въвежда също логаритми с основа 3 и 4. През 1544 година германецът Михаел Щифел публикува „Обща аритметика“ („Arithmetica integra“), която съдържа таблица със степените на 2, смятана за ранен предшественик на логаритмичните таблици.
Логаритмите са „изобретени“ от Джон Непер (1550 – 1617) – шотландски математик, лорд на Мърчистън, и от Йост Бюрги – приятел на Кеплер и кралски придворен часовникар в Прага, както и майстор на астрономически инструменти. Непер изобретява логаритмите преди 1594 г., но публикува откритието си едва след 20 години. В заглавието на труда му „Описание на чудната таблица на логаритмите“ („Mirifici Logarithmorum Canonis Descriptio“) личи същият възторг, с който логаритмите са били посрещани навсякъде.
Логаритмите с основа е са въведени от лондонския учител по математика Джон Спейдел; през 1619 г. той издава таблица на „новите логаритми“ на числата от 1 до 1000. Тези логаритми възникват „естествено“ при определяне на лицата, ограничени от хиперболата у=1/х (Лицето на фигурата, ограничено от хиперболата 1/x и правите x=a и x=b, при a<b, e ln b – ln a); затова Николаус Меркатор нарича логаритмите при основа e „естествени“ или „хиперболични“. Италианският математик Пиетро Менголи също отбелязва важността на логаритмите с основа e и ги нарича Logarithmi naturali (натурални логаритми).
Термините „логаритъм“ и „антилогаритъм“, въведени от Непер, получават днешния си смисъл у Джон Уолис (1693). Непер разбира под логаритъм log sin α, а под антилогаритъм log cos α. Понятието характеристика, както и самият термин се появяват първоначално в „Arithmetica logarithmica“ на Хенри Бригс през 1624 г.; в таблиците на Непер както числата, така и техните логаритми са цели. Записването на знака над характеристиката започва от Уилям Отред в изданието на „Clavis mathematicae“ (1652), но не получава веднага признание. Мантисата (от етруското mantisa – „добавка“, „придатък“) е въведена от Уолис, който нарича така дробната част на произволна десетична дроб. За първи път Ойлер използва тази дума за означаване на десетичните знаци само на логаритъма (1748).
Думата „основа“ е заимствана от теорията на степенуването и е пренесена в теорията на логаритмите от Ойлер. Модулът на прехода е използван още от Меркатор, а терминът е въведен от Роджър Коутс (1712). Глаголът „логаритмувам“ се появява едва през XIX век.
Непер не използва никакви символи за означаване на логаритмите. Утвърждаващите се съкращения Log, log или l (у Кеплер, Бригс и Отред съответно през 1624, 1631 и 1647 г.) са се употребявали около столетие без строгото им различаване. Коши пръв предлага да се въведат различни знаци за десетичните и натуралните логаритми. Означения, близки до съвременните, са въведени от немския математик Алфред Прингсхайм (1893). Независимо от бързото разпространяване на логаритмите и утвърждаването им в практиката в тяхната теория остават още много неясни моменти дори за изключителните умове на онова време.
Названието, въведено от Непер, произхожда от гръцките думи λόγος и άρίθμός и означава буквално „числа на отношенията“; обяснява се с това, че логаритмите възникват при съпоставянето на членовете на две редици. Основата на неговите логаритми е близка до 1/е. Английският математик Бригс опростява таблиците на Непер и го убеждава да премине към десетична основа (1624). Тези логаритми впоследствие започват да се наричат „бригови“, „десетични“ или „обикновени“. Таблиците на Бюрги са съставени през периода 1603 – 1611 г. Предполага се, че са били публикувани след 10 години под названието „Таблици за геометричната и аритметичната прогресия заедно с подробно наставление, как да се разбират и използват при всякакви пресмятания“. Те остават незабелязани до 1856 г.

## Исторически приложения
Опростявайки трудни изчисления, логаритмите допринасят за напредъка на науката, особено на астрономията. Те имат критично значение за напредъка на геодезията, астрономическата навигация и други области. Пиер-Симон Лаплас нарича логаритмите „възхитително изобретение, което, намалявайки до няколко дни работата за много месеци, удвоява живота на астронома и му спестява грешките и отвращението, неотделими от дългите пресмятания“.
Основно пособие, което дава възможност за широко използване на логаритмите преди времето на калкулаторите и компютрите, са логаритмичните таблици. Първата такава таблица се съставена от Хенри Бригс през 1617 година, веднага след въвеждането на логаритмите от Непер. Впоследствие се появяват таблици с все по-широк обхват. В тях са изброени стойностите на logbx и bx за всяко число x в даден интервал, с определена точност и при определена основа b (обикновено b = 10). Например, първата таблица на Бригс съдържа десетичните логаритми на всички цели числа в интервала 1 – 1000 с точност 14 цифри. Тъй като функцията f(x) = bx е обратната функция на logbx, тя е наричана антилогаритъм. Произведението и частното на две положителни числа c и d редовно се изчисляват като сбора и разликата между техните логаритми. Произведението cd или частното c/d се получават от намирането на антилогаритъм от сбора или разликата, също чрез същата таблица:
{\displaystyle cd=b^{\log _{b}c}\,b^{\log _{b}d}=b^{\log _{b}c+\log _{b}d}\,}
и
{\displaystyle {\frac {c}{d}}=cd^{-1}=b^{\log _{b}c-\log _{b}d}.\,}
За ръчни пресмятания, които изискват по-съществена точност, намирането на двата логаритъма, изчисляването на техния сбор или разлика и намирането на антилогаритъма е много по-бързо от извършването на умножението с по-ранните методи, като простаферезата, която се извежда от тригонометрични тъждества. Изчисляването на степени и корени се свежда до умножения или деления и търсения, чрез:
{\displaystyle c^{d}=\left(b^{\log _{b}c}\right)^{d}=b^{d\log _{b}c}\,}
и
{\displaystyle {\sqrt[{d}]{c}}=c^{\frac {1}{d}}=b^{{\frac {1}{d}}\log _{b}c}.\,}
Много логаритмични таблици показват логаритмите, като дават поотделно цялата и дробната част на log10x. Цялата част за 10 · x е единица плюс цялата част за x, а дробните части са еднакви. Това значително разширява обхвата на логаритмичните таблици – при таблица, включваща log10x за всички цели числа x в интервала от 1 до 1000, логаритъм от 3542 се апроксимира чрез:
{\displaystyle \log _{10}3542=\log _{10}(10\cdot 354.2)=1+\log _{10}354.2\approx 1+\log _{10}354.\,} С помощта на интерполация може да се постигне и по-голяма точност.
Друго важно приложение на логаритмите е сметачната линия, двойка логаритмично разграфени скали, използвани за изчисления. Неподвижната логаритмична скала е изобретена от Едмънд Гънтър малко след въвеждането на логаритмите. Уилям Отред я усъвършенства с добавянето на втора плъзгаща се скала. На двете скали са поставени числа на разстояния, пропорционални на разликите между техните логаритми. Плъзгането на подвижната скала съответства на механично събиране на логаритми, както е показано тук:
Например, добавянето на разстоянието от 1 до 2 на долната скала към разстоянието от 1 до 3 на горната скала дава произведението 6, което се отчита на долната скала. Сметачната линия е основно изчислително средство за инженери и учени до 70-те години на XX век, тъй като дава възможност, за сметка на точността, за по-бързи пресмятания от техниките, базирани на логаритмични таблици.

## Аналитични свойства

### Логаритмична функция
За по-задълбоченото изследване на логаритмите е необходимо използването на концепцията за функцията като правило, съпоставящо на дадено число друго число. За да се дефинира логаритмичната функция трябва да се покаже, че уравнението
{\displaystyle b^{x}=y\,}
има решение {\displaystyle x} и че това решение е единствено, при условие, че {\displaystyle y} е положително и че {\displaystyle b} е положително и различно от 1. Доказателството за това се основава на теоремата за средната стойност, според която непрекъсната функция със стойности {\displaystyle m} и {\displaystyle n} има като стойност и всяко число между {\displaystyle m} и {\displaystyle n}. Дадена функция е непрекъсната, ако няма скокове.
Може да се покаже, че функцията f(x) = bx има това свойство. Тъй като f има произволно големи и произволно малки положителни стойности, всяко число y > 0 лежи между f(x0) и f(x1) при подходящ избор на x0 и x1. Така от теоремата за средната стойност следва, че уравнението f(x) = y има решение. Освен това, решението е единствено, тъй като функцията f е строго нарастваща (за b > 1) или строго намаляваща (за 0 < b< 1).
Единственото решение x е логаритъмът на y при основа b, logby. Функцията, съпоставяща на y неговия логаритъм се нарича логаритмична функция (или често само логаритъм).
Функцията logbx се характеризира и формулата за произведение на логаритми
{\displaystyle \log _{b}(xy)=\log _{b}x+\log _{b}y.}
По-точно логаритъмът за всяка основа b > 1 е единствената нарастваща функция f от множеството на положителните реални числа в множеството на реалните числа, за която f(b) = 1 и
{\displaystyle f(xy)=f(x)+f(y).}

### Обратна функция
Според формулата за логаритъм на дадена степен за всяко число x,
{\displaystyle \log _{b}\left(b^{x}\right)=x\log _{b}b=x}
Логаритъм при основа b от x-тата степен на b дава x. Обратно, за дадено положително число y, формулата
{\displaystyle b^{\log _{b}y}=y}
казва, че ако първо се логаритмува y, а след това основата се повдигне на степен логаритъма, се получава y. По този начин и двата възможни начина на съчетаване на логаритмуване и степенуване дават като резултат първоначалното число. Следователно логаритъмът с основа b е обратната функция на f(x) = bx.
Обратните функции са тясно свързани с изходните функции. Техните графики си съответстват една на друга с промяна на координатите x и y (отражение спрямо диагоналната линия x = y), както е показано на схемата вдясно: дадена точка (t, u = bt) на графиката на f съответства на точка (u, t = logbu) на графиката на логаритъма и обратното. От това следва, че logb(x) е разходяща до безкрайност (става по-голяма от всяко дадено число), ако x нараства до безкрайност, при условие, че b е по-голямо от едно. В този случай logb(x) е растяща функция. За b < 1, logb(x) клони към минус безкрайност. Когато x наближава нула, logbx клони към минус безкрайност за b > 1 (съответно, към плюс безкрайност за b < 1).

### Производна и антипроизводна
Аналитичните свойства на функциите се предават на техните обратни функции. Така, тъй като f(x) = bx е непрекъсната и диференцируема функция, такава е и logby. Грубо казано, дадена непрекъсната функция е диференцируема, ако графиката ѝ няма остри чупки. Освен това, тъй като производната на f(x) е равна на ln(b)bx от свойствата на експоненциалната функция, от верижното правило следва, че производната на logbx се получава като:
{\displaystyle {\frac {d}{dx}}\log _{b}x={\frac {1}{x\ln b}}.}
Това означава, че наклонът на тангентата към графиката на логаритъм с основа b в точката (x, logb(x)) е равен на 1/(x ln(b)).
Производната на ln x е 1/x, от което следва, че ln x е единствената антипроизводна на 1/x, която има стойност 0 за x =1. Точно тази много проста формула е причина функцията да бъде наречена „естествен логаритъм“. Това е и една от основните причина за важността на константата e.
Производната при обобщен функционен аргумент f(x) е
{\displaystyle {\frac {d}{dx}}\ln f(x)={\frac {f'(x)}{f(x)}}.}
Частното вдясно се нарича логаритмична производна на f, изчисляването на f'(x) чрез производната на ln(f(x)) и известно като логаритмично диференциране.
Антипроизводната на естествения логаритъм ln(x) е:
{\displaystyle \int \ln(x)\,dx=x\ln(x)-x+C.}
Подобни формули могат да се изведат от това уравнение за антипроизводните на логаритмите с друга база, като се използва правилото за промяна на основата.

### Интегрално представяне на натуралния логаритъм
Натуралният логаритъм от t е равен на определения интеграл на 1/x dx от 1 до t:
{\displaystyle \ln(t)=\int _{1}^{t}{\frac {1}{x}}\,dx.}
С други думи, ln(t) се равнява на площта между оста x и графиката на функцията 1/x в интервала от x = 1 до x = t. Това следва от фундаменталната теорема на анализа и факта, че производната на ln(x) е 1/x. Дясната страна на това равенство може да служи за дефиниция на естествения логаритъм. От нея могат да се изведат формулите за логаритъм от произведение и степен. Например, формулата за произведение ln(tu) = ln(t) + ln(u) се извежда като:
{\displaystyle \ln(tu)=\int _{1}^{tu}{\frac {1}{x}}\,dx\ {\stackrel {(1)}{=}}\int _{1}^{t}{\frac {1}{x}}\,dx+\int _{t}^{tu}{\frac {1}{x}}\,dx\ {\stackrel {(2)}{=}}\ln(t)+\int _{1}^{u}{\frac {1}{w}}\,dw=\ln(t)+\ln(u).}
Равенство (1) разделя интеграла на две части, а равенство (2) е смяна на променливата (w = x/t). В долната илюстрация разделянето съответства на разделяне на площта на жълта и синя част. Разтягането вертикално на синята фигура с коефициент t и свиването ѝ със същия коефициент хоризонтално не променя нейната площ. След като се измести съответно наляво, площта отново е ограничена отгоре от графиката на функцията f(x) = 1/x. Така лявата синя фигура, която е интеграл на f(x) от t до tu е със същата площ, като дясната синя фигура, която е интеграл на същата функция от 1 до u. Това е геометрична илюстрация на равенство (2).
Формулата за степенуване ln(tr) = r ln(t) може да бъде изведена по подобен начин:
{\displaystyle \ln(t^{r})=\int _{1}^{t^{r}}{\frac {1}{x}}dx=\int _{1}^{t}{\frac {1}{w^{r}}}\left(rw^{r-1}\,dw\right)=r\int _{1}^{t}{\frac {1}{w}}\,dw=r\ln(t)}.
Второто равенство използва смяна на променливата – w = x1/r.
Сборът на реципрочните стойности на естествените числа,
{\displaystyle 1+{\frac {1}{2}}+{\frac {1}{3}}+\cdots +{\frac {1}{n}}=\sum _{k=1}^{n}{\frac {1}{k}},}
се нарича хармоничен ред и е тясно свързан с естествения логаритъм – когато n клони към безкрайност, разликата
{\displaystyle \sum _{k=1}^{n}{\frac {1}{k}}-\ln(n),}
е сходяща към число, наречено константа на Ойлер – Маскерони γ = 0,5772.... Тази зависимост се използва за анализ на поведението на алгоритми като бързо сортиране.
Има и други интегрални представяния на логаритми, които са полезни за определени цели:
{\displaystyle \ln(x)=-\lim _{\epsilon \to 0}\int _{\epsilon }^{\infty }{\frac {dt}{t}}\left(e^{-xt}-e^{-t}\right)}
{\displaystyle \ln(x)=\int _{0}^{\infty }\,{\frac {dt}{t}}\,\left[\cos(t)-\cos(xt)\right]}.
Първото тъждество може да се провери, като се демонстрира, че при x = 1 двата израза имат еднаква стойност и еднаква производна. Второто тъждество се доказва от равенството
{\displaystyle {\frac {1}{t}}=\int _{0}^{\infty }\,dq\,e^{-qt}}
като след това се вмъкне трансформация на Лаплас на cos(xt) (и cos(t)).

### Трансцендентност
Реалните числа, които не са алгебрични, се наричат трансценденти. Например, π и e са трансцендентни числа, но {\displaystyle {\sqrt {2-{\sqrt {3}}}}} не е. Почти всички реални числа са трансцендентни. Логаритъмът е пример за трансцендентна функция – според теоремата на Гелфонд-Шнайдер те обикновено имат трансцендентни стойности.

## Изчисляване
Логаритмите са лесни за изчисляване в някои частни случаи, като log10(1000) = 3. В по-общ вид логаритмите могат да се изчисляват чрез степенни редове или аритметично-геометрични средни стойности или да се отчитат от предварително изчислени логаритмични таблици с определена крайна точност.
Итеративният метод на Нютон, предназначен за приблизително решаване на уравнения, също може да се използва за изчисляване на логаритми, тъй като тяхната обратна функция, експоненциалната, може да се изчислява с добра ефективност. При възможност за използване само на събиране и битово изместване логаритмите могат да се изчисляват и с алгоритми от типа на CORDIC. Освен това с алгоритъма за двоичния логаритъм lb(x) може да се изчисли рекурсивно чрез многократно повдигане на квадрат на x въз основа на отношението:
{\displaystyle \log _{2}\left(x^{2}\right)=2\log _{2}(x).\,}

### Редове на Тейлър
За всяко реално число z, за което 0 < z < 2, е вярна следната формула:
{\displaystyle {\begin{aligned}\ln(z)&={\frac {(z-1)^{1}}{1}}-{\frac {(z-1)^{2}}{2}}+{\frac {(z-1)^{3}}{3}}-{\frac {(z-1)^{4}}{4}}+\cdots \\&=\sum _{k=1}^{\infty }(-1)^{k+1}{\frac {(z-1)^{k}}{k}}\end{aligned}}}
Това е начин да се каже, че ln(z) може да се изчисли приблизително до все по-точна стойност чрез следните изрази:
{\displaystyle {\begin{array}{lllll}(z-1)&&\\(z-1)&-&{\frac {(z-1)^{2}}{2}}&\\(z-1)&-&{\frac {(z-1)^{2}}{2}}&+&{\frac {(z-1)^{3}}{3}}\\\vdots &\end{array}}}
Например, за z = 1.5 третото приближение дава 0,4167, което е с около 0,011 по-голямо от ln(1,5) = 0,405465. Този числов ред се приближава към ln(z) с произволна точност, стига броят на събираемите да е достатъчно голям – ln(z) е границата на реда, който е ред на Тейлър за естествения логаритъм при z = 1. Редът на Тейлър за ln(z) е особено полезно приближение на ln(1+z) за малки стойности на z – |z|< 1, тъй като за тях:
{\displaystyle \ln(1+z)=z-{\frac {z^{2}}{2}}+{\frac {z^{3}}{3}}\cdots \approx z.}
Например, за z = 0.1 приближението от първи ред дава ln(1.1) ≈ 0.1, което се отклонява само с 5% от точната стойност 0.0953.

### Други степенни редове
Друг степенен ред, използван за изчисляване на логаритми, е базиран на функцията хиперболичен аркустангенс:
{\displaystyle \ln(z)=2\cdot \operatorname {artanh} \,{\frac {z-1}{z+1}}=2\left({\frac {z-1}{z+1}}+{\frac {1}{3}}{\left({\frac {z-1}{z+1}}\right)}^{3}+{\frac {1}{5}}{\left({\frac {z-1}{z+1}}\right)}^{5}+\cdots \right)=2\sum _{k=0}^{\infty }{\frac {1}{2k+1}}\left({\frac {z-1}{z+1}}\right)^{2k+1},}
за всяко реално число z > 0.
Този ред може да се изведе от описаните по-горе редове на Тейлър. Той има по-бърза сходимост от тях, особено за стойности на z близки до 1. Например, за z = 1.5 първите три събираеми на втория ред апроксимират {\displaystyle ln(1.5)} с грешка около 3×10−6. Бързата сходимост за z близко до 1 може да се използва по следния начин – при грубо приближение y ≈ ln(z) и полагайки
{\displaystyle A={\frac {z}{\exp(y)}},\,}
логаритъмът на z е:
{\displaystyle \ln(z)=y+\ln(A).\,}
Колкото по-добро е първоначалното приближение y, толкова по-близо до 1 е A, така че неговият логаритъм да бъде изчислен ефективно. A може да се изчисли с използването на експоненциални редове, които имат бърза сходимост за неголеми стойности на y. За изчисляването на логаритми от по-големи стойности на z, те могат да се редуцират към по-малки стойности: {\displaystyle z=a\times 10^{b}}, така че {\displaystyle ln(z)=ln(a)+b\times ln(10)}.
Сходен метод може да се използва за изчисляването на логаритми на цели числа. Полагайки {\displaystyle \textstyle z={\frac {n+1}{n}}} в горния ред, се получава:
{\displaystyle \ln(n+1)=\ln(n)+2\sum _{k=0}^{\infty }{\frac {1}{2k+1}}\left({\frac {1}{2n+1}}\right)^{2k+1}.}
Ако логаритъмът на голямо число n е известен, тогава се получава бързо сходящ ред за log(n+1) със скорост на сходимост {\displaystyle {\frac {1}{2n+1}}}.

### Аритметично-геометрично средно
Аритметично-геометричното средно може да се използва за точни приближения на естествения логаритъм. През 1982 година Сасаки и Канада демонстрират, че то е особено бързо за точности между 400 и 1000 десетични знака, докато редовете на Тейлър обикновено са по-бързи при по-ниска точност. В техните изследвания ln(x) се апроксимира с точност 2−p (или p точни бита) чрез следната формула, изведена от Карл Фридрих Гаус:
{\displaystyle \ln(x)\approx {\frac {\pi }{2M(1,2^{2-m}/x)}}-m\ln(2).}
Тук M(x, y) обозначава аритметично-геометричното средно на x и y. То се получава чрез последователно изчисляване на средното аритметично {\displaystyle (x+y)/2} и средното геометрично {\displaystyle {\sqrt {xy}}} на x и y, след което тези две стойности се използват като следващи x и y. Двете числа бързо се свеждат до обща граница, която е и стойността на M(x, y). m се избира така, че:
{\displaystyle x\,2^{m}>2^{p/2}.\,}
за да се осигури желаната точност. По-голямо m увеличава итерациите за изчисляване на M(x, y) (началните x и y са по-отдалечени, така че са нужни повече итерации до достигане на сходимост), но дава по-голяма точност. Константите pi и ln(2) могат да се изчислят с бързо сходящи редове.

### Алгоритъм на Файнман
При работата си върху проекта „Манхатън“ Ричард Файнман разработва побитов алгоритъм, подобен на дълго деление. Той използва факта, че всяко реално число {\displaystyle 1<x<2} може да се представи като произведение на множители от вида {\displaystyle 1+2^{-k}}. Алгоритъмът последователно изгражда произведението {\displaystyle P}: ако {\displaystyle P\cdot (1+2^{-k})<x}, се прави замяна на {\displaystyle P} с {\displaystyle P\cdot (1+2^{-k})}. Това се повтаря за всяка целочислена стойност на {\displaystyle k}, докато се получи желаната точност. Тъй като {\displaystyle \log(x)} е сборът от събираемите от вида {\displaystyle \log(1+2^{-k})}, съответстващи на тези {\displaystyle k}, за които множителят {\displaystyle 1+2^{-k}} е включен в произведението {\displaystyle P}, {\displaystyle \log(x)} може да се изчисли само чрез събиране, като се използва таблица за {\displaystyle \log(1+2^{-k})} за всяко {\displaystyle k}. Таблицата може да се създаде за произволна стойност на основата на логаритъма.

## Приложения
Логаритмите имат множество приложения, както в математиката, така и извън нея. Част от тях са свързани с концепцията за мащабна инвариантност. Например, в черупката на наутилусите всеки сегмент е приблизително копие на предишния, но увеличен с постоянен коефициент, дефинирайки логаритмична спирала. Законът на Бенфорд за разпределението на първата цифра също може да се обясни с мащабна инвариантност. Логаритмите са свързани и със самоподобието. Например, те се използват в анализа на алгоритми, които решават задачи, разделяйки ги на две сходни по-малки задачи и заместващи техните решения. Размерите на самоподобни геометрични фигури, такива, чиято форма наподобява по-голяма фигура, също се базират на логаритми. Логаритмичните скали са полезни за изобразяването на относителни изменения на величини, за разлика от абсолютните им изменения. Освен това, тъй като логаритмичната функция log(x) нараства много бавно за големи стойности на x, логаритмичните скали се използват и за по-компактно представяне на стойности с големи разлики. Логаритми се използват и в множество формули в естествените науки, като формулата на Циолковски, уравнението на Фенске или уравнението на Нернст.

### Логаритмична скала
Някои величини в науката се представят удобно като логаритми на други величини чрез използването на логаритмична скала. Например, децибелът е единица, свързана с величини в логаритмична скала. Той се базира на десетичен логаритъм от съотношения – 10 пъти десетичния логаритъм на съотношението на мощности или 20 пъти десетичния логаритъм на съотношението на електрически напрежения. Използва се за количествена оценка на загубата на напрежение при предаването на електрични сигнали, за изразяване на нива на звукова мощност в акустиката, за описване на поглъщането на светлина в спектрометрията и оптиката. Отношението сигнал към шум, описващо количеството нежелан шум, отнесено към смисления сигнал, също се измерва в децибели. По подобен начин върховото отношение сигнал към шум често се използва за оценка на качеството на звука и компресирането на изображения.
Ефектите от земетресенията също се измерват удобно чрез десетичния логаритъм от освобождаваната от тях енергия. Този принцип използват скалата на моментния магнитуд и скалата на Рихтер. Например, земетресение с магнитуд 5,0 освобождава 32 пъти (101.5), а с магнитуд 6,0 – 1000 пъти (103) по-голяма енергия от земетресение с магнитуд 4,0. Друга логаритмична скала е тази на видимата звездна величина, която измерва логаритмично яркостта на звездите. Друг пример е водородният показател pH в химията – той е отрицателен десетичен логаритъм на активността на водородните йони H+
. Разлика във водородния показател от единица съответства на десеткратна разлика в активността на водородните йони – оцет с pH около 3 е с 1000 пъти по-голяма активност на водородните йони от водата с pH = 7.
Полулогаритмичните диаграми използват идеята за логаритмичната скала за целите на визуализацията – едната ос, обикновено вертикалната, е в логаритмичен мащаб. Например, диаграмата в дясно свива рязкото нарастване от 1 милион до 1 трилион в същото разстояние по вертикалната ос, както нарастването от 1 до 1 милион. В такива диаграми експоненциалната функция от вида f(x) = a · bx изглежда като права с наклон, равен на логаритъма от b. При логаритмичните диаграми и двете оси са в логаритмичен мащаб, при което функции от вида f(x) = a · xk се изобразяват като прави с наклон, равен на експонентата k. Такива диаграми се използват за визуализацията и анализа на степенни закони.

### Психология
Логаритмите присъстват в няколко закона, описващи човешките възприятия: законът на Хик задава логаритмично отношение между времето, за което хората правят избор, и броя на възможните избори, които имат. Законът на Фитс предвижда, че времето, необходимо за бързо придвижване до определено място, е логаритмична функция на съотношението между разстоянието до него и неговия размер. В психофизиката законът на Вебер-Фехнер описва логаритмична зависимост между дразнител и усещане, например между действителното и възприеманото тегло на пренасян предмет, макар че тази зависимост е оспорвана от по-нови модели, като закона на Стивънс.
Психологически изследвания установяват, че хора с ограничена математическа подготовка са склонни да оценяват количествата логаритмично – те позиционират дадено число върху линия според неговия логаритъм, така че например 100 е равно отдалечено и от 10, и от 1000. По-доброто образование измества това линейно възприемане към правилното (поставяйки 1000 на 10 пъти по-голямо разстояние, отколкото 100 от 10), но когато числата са трудни за линейно изобразяване, логаритмите са много по-удобни.

### Теория на вероятностите и статистика
Логаритмите се използват широко в теорията на вероятностите. От закона за големите числа следва, че при простия експеримент с хвърляне на монета, докато броят на хвърляния на монетата нараства към безкрайност, наблюдаваният брой на двата възможни резултата клони към равенство. Флуктуациите на всеки от двата резултата спрямо 1/2 се описват от закона за повторния логаритъм.
Логаритми се използват и в логнормалното разпределение. Когато логаритъмът на дадена случайна величина има нормално разпределение, променливата има логнормално разпределение. Логнормални разпределения се срещат в много области, в които величини се получават като произведение на множество независими положителни случайно величини, например при изследването на турбуленцията.
Логаритми се използват в оценката за максимално правдоподобие на параметрични статистически модели. За такива модели функцията на правдоподобие зависи от поне един параметър, който трябва да бъде оценен. Максимум на функцията на правдоподобие се достига при същата стойност на параметъра, при която се достига максимум на логаритъма на правдоподобие, защото логаритъмът е монотонно растяща функция. Логаритъмът е по-лесен за максимизиране, особено при умножавани правдоподобия на независими случайни величини.
Законът на Бенфорд описва присъствието на цифрите в различни набори от данни, от рода на височини на сгради. Според него вероятността първата десетична цифра в елемент на извадката да е d (от 1 до 9) е равна на log10 (d + 1) − log10 (d), независимо от мерните единици. Така може да се очаква, че 30% от стойностите започват с цифрата 1, 18% с 2 и т.н. Законът намира различни приложения, например одитори използват отклоненията от него, за да откриват възможни счетоводни измами.

### Изчислителна сложност
Анализът на алгоритми е клон на компютърните науки, който изследва ефективността на алгоритмите (обикновено компютърни програми, решаващи определена задача). В него логаритмите се използват широко при описването на алгоритми, които разделят дадена задача на по-малки задачи, след което обединяват решенията на подзадачите.
Например, за да намери дадено число в подреден списък, алгоритъмът за двоично търсене проверява средния елемент в списъка, след което, ако не е открил числото, продължава с половината преди или след него. Този алгоритъм изисква средно log2 (N) сравнения, където N е дължината на списъка. По подобен начин алгоритъмът за подреждане чрез сливане подрежда даден неподреден списък, като го разделя на половини, които подрежда преди да слее. Алгоритмите за подреждане чрез сливане обикновено отнемат време, приблизително пропорционално на N · log(N). Основата на алгоритъма не е уточнена, тъй като резултатът се променя само с константен множител при промяна на основата, което обикновено е пренебрежима разлика в анализа на алгоритми.
За дадена функция f(x) се казва, че расте логаритмично, когато f(x) е точно или приблизително пропорционална на логаритъм от x. Така всяко естествено число N може да бъде представено в двоична форма в не повече от log2 N + 1 бита – количеството памет, необходима за съхраняването на N нараства логаритмично с нарастването на N.

### Ентропия и хаос
Ентропията е обобщена мярка за неподредеността на дадена система. В статистическата термодинамика ентропията на дадена физична система се дефинира като:
{\displaystyle S=-k\sum _{i}p_{i}\ln(p_{i}).\,}
където сумирането е по всички възможни състояния  i на системата, например положенията на газови частици в съд, pi е вероятността за достигане на състояние i, а k е константата на Болцман. По подобен начин ентропията в теорията на информацията измерва количеството информация – ако даден получател на информация може да очаква всяко от N възможни съобщения с равна вероятност, то количеството информация, донасяна от всяко такова съобщение се оценява количествено с log2 N бита.
Показателят на Ляпунов използва логаритми, за да оцени степента на хаотичност на дадена динамична система. Например, за материална точка, движеща се по овална билярдна маса, дори малки отклонения в началните условия водят до напълно различни траектории. Такива системи са хаотични по детерминистичен начин, тъй като малки грешки в измерването на началното състояние предвидимо водят до напълно различни крайни състояния.

### Фрактали
Логаритми се използват в дефиницията за размерност на фрактали. Фракталите са геометрични обекти, които са самоподобни като техни части повтарят, поне приблизително, общата структура на обекта. Например, показаният на илюстрацията триъгълник на Серпински може да бъде покрит с три копия на самия себе си, но със страни, намалени наполовина. Така хаусдорфовата размерност на тази структура е ln(3)/ln(2) ≈ 1.58. Друга базирана на логаритми мярка за размерността се получава чрез преброяване на клетките, необходими за покриването на даден фрактал.

### Музика
Логаритмите са свързани с музикалните тонове и интервали. При темпериран строй съотношението между честотите зависи само от интервала между два тона, не от конкретната честота (височина) на отделните тонове. Например, нотата ла има честота 440 Hz, а си бемол е с честота 466 Hz. Интервалът между тях е един полутон, както и този между си бемол и си (честота 493 Hz). Съответно, съотношенията между честотите съвпадат:
{\displaystyle {\frac {466}{440}}\approx {\frac {493}{466}}\approx 1.059\approx {\sqrt[{12}]{2}}.}
По този начин логаритмите могат да бъдат използвани за описването на интервали – всеки интервал може да се измери в полутонове като се намери логаритъм с основа 21/12 от съотношението на честотите, докато логаритъм с основа 21/1200 изразява интервала в центове (стотни от полутона). Последната мярка се използва за по-прецизно записване, каквото се налага при нетемперираните строеве.
| Интервал                                                                  | 1/12 тон play                                   | Полутон play                                    | Терца play                                                                                        | Тритонус play                                                                                 | Октава play                          |
| Съотношение на честотите r                                                | {\displaystyle 2^{\frac {1}{72}}\approx 1.0097} | {\displaystyle 2^{\frac {1}{12}}\approx 1.0595} | {\displaystyle {\begin{aligned}2^{\frac {4}{12}}&={\sqrt[{3}]{2}}\\&\approx 1.2599\end{aligned}}} | {\displaystyle {\begin{aligned}2^{\frac {6}{12}}&={\sqrt {2}}\\&\approx 1.4142\end{aligned}}} | {\displaystyle 2^{\frac {12}{12}}=2} |
| Брой полутонове {\displaystyle \log _{\sqrt[{12}]{2}}(r)=12\log _{2}(r)}  | {\displaystyle {\tfrac {1}{6}}}                 | {\displaystyle 1}                               | {\displaystyle 4}                                                                                 | {\displaystyle 6}                                                                             | {\displaystyle 12}                   |
| Брой центове {\displaystyle \log _{\sqrt[{1200}]{2}}(r)=1200\log _{2}(r)} | {\displaystyle 16{\tfrac {2}{3}}}               | {\displaystyle 100}                             | {\displaystyle 400}                                                                               | {\displaystyle 600}                                                                           | {\displaystyle 1200}                 |

### Теория на числата
Естествените логаритми са тясно свързани с функцията на разпределение на простите числа, която играе важна роля в теорията на числата. За всяко цяло число x броят на простите числа, по-малки или равни на x, е равно на π(x). Според теоремата за разпределението на простите числа π(x) може да се изчисли приблизително от
{\displaystyle {\frac {x}{\ln(x)}},}
като съотношението между π(x) и тази дроб клони към 1 когато x клони към безкрайност. Като следствие вероятността произволно избрано число между 1 и x да е просто е обратно пропорционална на броя на десетичните цифри в x. Още по-добро приближение на π(x) се получава чрез интегралната функция Li(x), дефинирана като
{\displaystyle \mathrm {Li} (x)=\int _{2}^{x}{\frac {1}{\ln(t)}}\,dt.}
Хипотезата на Риман, едно от най-старите все още отворени предположения в математика, може да се изрази чрез сравнение на π(x) и Li(x). Теоремата на Ердьош-Кац, описваща броя на различните прости коефициенти, също използва естествени логаритми.
Свойството на логаритъма на n факториел, n! = 1 · 2 · ... · n
{\displaystyle \ln(n!)=\ln(1)+\ln(2)+\cdots +\ln(n).}
може да се използва за извеждане на формулата на Стърлинг, даваща приблизителни стойности на n! за голямо n.

## Обобщения

### Комплексен логаритъм
Всички комплексни числа a, които са корени на уравнението
{\displaystyle e^{a}=z}
се наричат комплексни логаритми на z за всяко комплексно число z. Комплексните числа обикновено се представят във вида z = x + iy, където x и y са реални числа, а i е имагинерна единица, квадратът на която е равен на −1. Такова число може да се визуализира като точка в комплексната равнина. Ненулевите комплексни числа могат да се представят и в полярна форма – чрез тяхната абсолютна стойност – положителното, реално разстояние от точката до началото на координатната система – и ъгъла между реалната ос x и правата, преминаваща през началото на координатната система и точката z. Този ъгъл понякога се нарича аргумент на комплексното число.
Абсолютната стойност r на z се получава от
{\displaystyle \textstyle r={\sqrt {x^{2}+y^{2}}}.}
Като се използва геометричната интерпретация на синус и косинус и тяхната периодичност на 2π всяко комплексно число z може да се опише и като
{\displaystyle z=x+iy=r(\cos \varphi +i\sin \varphi )=r(\cos(\varphi +2k\pi )+i\sin(\varphi +2k\pi )),}
за всяко цяло число k. От това се вижда, че аргументът на z не е еднозначно определен – ако φ е валидна стойност, валидни са и стойностите φ' = φ + 2kπ за всяко цяло число k. По конвенция една от валидните стойности на аргумента – обикновено такава, която попада в един от интервалите −π < φ ≤ π или 0 ≤ φ < 2π, наричани клонове на аргументната функция – се избира за основен аргумент, обозначаван с Arg(z).
Формулата на Ойлер свързва тригонометричните функции синус и косинус с комплексната експонента:
{\displaystyle e^{i\varphi }=\cos \varphi +i\sin \varphi .}
Прилагайки тази формула и отчитайки периодичността на тригонометричните функции, могат да бъдат изведени следните равенства:
{\displaystyle {\begin{array}{lll}z&=&r\left(\cos \varphi +i\sin \varphi \right)\\&=&r\left(\cos(\varphi +2k\pi )+i\sin(\varphi +2k\pi )\right)\\&=&re^{i(\varphi +2k\pi )}\\&=&e^{\ln(r)}e^{i(\varphi +2k\pi )}\\&=&e^{\ln(r)+i(\varphi +2k\pi )}=e^{a_{k}},\end{array}}}
където ln(r) е единственият реален естествен логаритъм, ak обозначава комплексните логаритми на z, а k е произволно цяло число. Следователно комплексните логаритми на z, които са всички комплексни стойности ak, за които ak-тата степен на e е равна на z, са безкрайния брой стойности
{\displaystyle a_{k}=\ln(r)+i(\varphi +2k\pi ),\quad } за произволна цяла стойност k.
Приемайки k, така че φ + 2kπ да бъде в дефинирания интервал на основните аргументи, получената стойност ak се нарича основна стойност на логаритъма, обозначавана с Log(z) (с главно  L). Основният аргумент на всяко положително реално число x е 0; така Log(x) е реално число, което е равно на реалния (естествен) логаритъм. Въпреки това формулите за логаритмите на произведения и степени, валидни за реалните логаритми, не са приложими за основните стойности на комплексните логаритми.

### Обратни функции на други експоненциални функции
Степенуването се използва в много области на математиката, а обратните му функции често са наричани логаритми. Например, матричният логаритъм е обратната функция на матричната експонента. Друг пример е p-адичният логаритъм, обратна функция на p-адичната експонента – тези две функции се дефинират чрез редове на Тейлър по аналогия с реалните им съответствия. В контекста на диференциалната геометрия експоненциалното изображение преобразува допирателното пространство в дадена точка на дадено диференцируемо многообразие, изобразявайки я в околност на тази точка. Неговото обратно изображение също се нарича логаритмично.
В контекста на крайните групи степенуването се дефинира като последователното умножаване на даден елемент на групата b със самия него. Дискретният логаритъм е цяло число n, което е решение на уравнението
{\displaystyle b^{n}=x,}
където x е елемент на групата. Докато степенуването може да се извърши ефективно, дискретният логаритъм е смятан за много труден за изчисляване при някои групи. Тази несиметричност има важни приложения в асиметричните шифри, като например в алгоритъма „Дифи-Хелман“, процес, позволяващ сигурен обмен на криптографски ключове по несигурен информационен канал.
Други сходни с логаритъма обратни функции са двойният логаритъм ln(ln(x)), суперлогаритъмът (вариант на който е наричан в информатиката итериран логаритъм), W-функцията на Ламберт и функцията логит. Те са обратните функции съответно на двойната експоненциална функция, тетрацията, f(w) = wew и логистичната функция.

### Свързани концепции
От гледна точка на теорията на групите равенството log(cd) = log(c) + log(d) изразява изоморфизъм на групи между положителните реални числа, подложени на умножение, и реалните числа, подложени на събиране. Логаритмичните функции са единствените непрекъснати изоморфизми между тези групи. Чрез този изоморфизъм мярката на Хаар (мярка на Льобег) dx върху реалните числа съответства на мярката на Хаар dx/x върху положителните реални числа. Неотрицателните реални числа имат не само умножение, но и събиране, и образуват полупръстен, наричан вероятностен полупръстен, който е и полуполе. Така логаритъмът отнася умножението към събирането и събирането към умножението, създавайки изоморфизъм на полупръстени между вероятностния полупръстен и логаритмичния полупръстен.
Логаритмичната форма df/f, използвана в комплексния анализ и алгебричната геометрия, е диференциална форма с логаритмични полюси.
Полилогаритъмът е функция, дефинирана като
{\displaystyle \operatorname {Li} _{s}(z)=\sum _{k=1}^{\infty }{z^{k} \over k^{s}}.}
Тя е свързана с естествения логаритъм чрез зависимостта Li1 (z) = −ln(1 − z). В допълнение Lis (1) е равен на дзета-функцията на Риман ζ(s).